# Бонч-Осмоловський Гліб Анатолійович
Гліб Анато́лійович Бонч-Осмоло́вський  (*1890, Блоня — †1943, Казань) — археолог і антрополог, доктор історичних наук; репресований.

## Життєпис
Народився у селі Блоні (нині — Пуховицького району Мінської області). Досліджував у Криму ряд печер з залишками культури палеоліту і мезоліту (див. Кизил-кобинська культура).
Відкрив у гроті Кіїк-Коба поховання неандертальця і його знаряддя праці (1923—1924). Бонч-Осмоловський — автор тритомної праці, присвяченої вивченню палеолітичної стоянки Кіїк-Коба і знайдених на ній кісток неандертальця. У своїх працях доводив єдність шляхів розвитку первісного суспільства, зокрема послідовність зв'язку культури і фізичного типу людини раннього і пізнього палеоліту. Бонч-Осмоловський удосконалив методи археологічних розкопок, залучаючи до участі в них представників природничих наук.
Основні праці про ранній палеоліт, методику археології

## Праці
- (рос.)Итоги изучения Крымского палеолита. «Труды II Международной конференции Ассоциации по изучению четвертичного периода Европы», 1934, в. 5
- (рос.)Палеолит Крыма, в. 1—3. М.—Л., 1940—54.